# Illuminati (fumetto)
Gli Illuminati sono un gruppo di personaggi dei fumetti pubblicati negli Stati Uniti d'America dalla Marvel Comics, creato da Brian Michael Bendis (testi) e Steve McNiven (disegni). Sono comparsi la prima volta in New Avengers n. 7 (luglio 2005), sebbene la loro origine e genesi sia stata spiegata soltanto più tardi nel numero speciale New Avengers: Illuminati (maggio 2006).
Il loro ruolo è essenziale sia all'interno delle vicende narrate in Civil War, sia nelle premesse dello stesso crossover. Il loro operato è stato determinante anche in Planet Hulk, perché è loro la decisione di esiliare Hulk nello spazio.

## Formazione
Il gruppo è formato da alcuni dei più celebri e potenti supereroi della Terra: Iron Man (Tony Stark), Namor il Sub-Mariner, il Dottor Strange, Freccia Nera (il leader e sovrano degli Inumani), il Professor X (il leader dei X-Men) e Mister Fantastic (il leader dei Fantastici Quattro).
Secondo il loro creatore Brian Michael Bendis ognuno di essi rappresenta un ramo della comunità eroica:
- Namor, il sovrano di Atlantide, rappresenta il gruppo degli antieroi, con i suoi continui contrasti con il mondo di superficie, colpevole con l'inquinamento di avvelenare il suo popolo.
- Iron Man rappresenta il tipo di eroe che decide di lavorare col governo invece di operare al di fuori di esso.
- Reed Richards rappresenta gli eroi con poteri basati sulla scienza o che la usano.
- Charles Xavier, direttore dell'accademia dei giovani dotati, rappresenta gli eroi mutanti.
- Dottor Strange, lo stregone supremo della Terra, rappresenta gli eroi sovrannaturali, come opposizione agli eroi scientifici.
- Freccia Nera, il sovrano degli Inumani, rappresenta il popolo degli esseri meta-umani con poteri incredibili.

## Storia del gruppo
Al termine della guerra Kree-Skrull, causa di enorme devastazione per la terra, Tony Stark / Iron Man convoca nel Wakanda i principali rappresentati e leader dei vari gruppi di super: Reed Richards / Mister Fantastic (per i Fantastici Quattro), Namor il Sub-Mariner (per Atlantide), Freccia Nera (per gli Inumani), il professor Charles Xavier (per gli X-Men), T'Challa / Pantera Nera (per il Wakanda) e il dottor Stephen Strange (per gli stregoni terrestri). Stark fa notare ai compagni come numerosi eroi fossero in possesso di informazioni che, se combinate, avrebbero potuto impedire il conflitto, evidenziando che gli eroi terrestri siano l'unica difesa efficace contro un attacco di quella portata; ritiene, pertanto, che servirebbe un organo rappresentativo simile alle Nazioni Unite per tutti gli eroi del pianeta. Scartata la possibilità di unire in un'unica grande squadra i super della Terra, i presenti discutono sull'efficacia di un tale organismo a causa dei problemi di fiducia che esistono tra le varie categorie di eroi e per le questioni burocratiche che ne deriverebbero. Finiscono quindi per decidere tramite votazione di avere periodicamente delle riunioni come quella che sta avendo luogo, per accordarsi sulle misure migliori da prendere in caso dell'arrivo di altre grande minacce in futuro, tenendo segreta la loro associazione a tutti, compagni e famiglie inclusi. L'unico a rifiutarsi di partecipare è Pantera Nera, il quale critica il loro comportamento ipocrita e prevede che potrebbe avvenire un disastro se, durante una delle loro riunioni, non dovessero raggiungere un accordo.
Durante la loro prima missione, gli Illuminati viaggiano sul pianeta natale degli Skrull per ordinare loro di non attaccare più la Terra e vengono fatti prigionieri. Gli alieni torturano e analizzano gli eroi per raccogliere informazioni, ma Iron Man riesce a liberarsi e a far scappare tutti. Gli Illuminati capiscono che un altro attacco da parte degli Skrull è inevitabile, in quanto ora possono sfruttare i dati che hanno racconto e sfruttano dei mezzi prelevati dalla squadra per non essere rintracciati dai supereroi.
Quando Obadiah Stane rileva la compagnia di Stark, quest'ultimo è costretto a trasferirsi a Los Angeles e gli altri Illuminati accettano di non contattarlo in quanto Namor osserva che Tony non avrebbe mai accettato la loro carità e non ha bisogno della sua ricchezza per dimostrarsi degno del gruppo. Mentre Stark si occupa di fondare una nuova compagnia, viene contattato da Orgoglio (sei famiglie che gestiscono un impero criminale in città e genitori dei membri della futura squadra di supereroi Runaways) e così apprende che venerano le entità dei Gibborim. Pertanto, contatta il Dottor Strange per ottenere informazioni al riguardo e a ciò segue un breve scontro tra gli Illuminati e le famiglie membri di Orgoglio; nonostante la vittoria degli Illuminati e il conseguente arresto dei criminali, Stark riconosce che Orgoglio è troppo ben organizzato per poter essere rinchiuso a lungo. Pertanto, prima di andarsene da Los Angeles, lascia un messaggio di avvertimento all'organizzazione criminale per informarli che tornerà se avrà motivo di sospettare che stiano agendo nuovamente contro la sua compagnia.
Durante gli eventi di Secret Wars, il Professor X e Mister Fantastic cercano senza successo di usare i poteri telepatici di Xavier per far perdere i sensi agli eroi e ai criminali rapiti costretti a partecipare alle guerre segrete, così da negare ad Arcano il divertimento dei combattimenti.
In seguito gli Illuminati si avvicinano a Noh-Varr, un guerriero Kree che ha cercato di conquistare la Terra ed è stato imprigionato: il gruppo ritiene che sarebbe meglio convincerlo a passare dalla loro parte con le parole, piuttosto che manipolarlo con i loro poteri. Gli Illuminati gli mostrano la connessione che c'è tra Kree e Inumani e il desiderio di questi ultimi di proteggere la Terra, dimostrando come l'umanità abbia il potenziale per evolversi e migliorarsi. La squadra riesce a usare Capitan Marvel (un supereroe deceduto e rinato, Kree di nascita) per convincere Noh-Varr a usare i suoi poteri per proteggere la Terra e guidare gli umani verso un miglioramento.
Successivamente, su iniziativa di Iron Man, gli Illuminati entrano nuovamente in contatto con Sentry e Stark si assume la piena responsabilità per suo conto, nel caso dovesse mai perdere il controllo.
Qualche tempo dopo Maria Hill, direttrice dello SHIELD, affronta Iron Man riguardo Hulk, il quale di recente ha distrutto Las Vegas nella sua furia cieca. Preoccupato per i riscontri che le azioni del gigante verde hanno sulla popolazione mondiale, Stark suggerisce agli Illuminati (tranne Xavier, il quale è assente alla riunione) di esiliare Hulk mandandolo con un'astronave su un pianeta disabitato; Namor è l'unico a opporsi, sostenendo che non hanno il diritto di bandire un loro alleato via dalla Terra e accusando gli altri eroi di non aver fatto abbastanza per curare Bruce Banner dalla sua condizione. Dopo un breve scontro durante il quale Namor apparentemente cerca di uccidere Stark, venendo fermato da Mister Fantastic, Namor se ne va affermando che Pantera Nera aveva ragione e prevede che Hulk tornerà per cercare una vendetta giustificata.
Nonostante la precedente decisione di non incontrarsi più, in seguito Iron Man convoca gli Illuminati (escluso Xavier, in esilio in Scozia) per parlare loro dell'Atto di Registrazione dei Superumani che il governo intende indire in seguito a una tragedia causata da un gruppo di giovani eroi durante un combattimento sconsiderato con alcuni supercriminali. Stark fa notare ai compagni che il governo e la popolazione si scaglieranno contro i superumani se accadrà un altro evento del genere e che, in caso l'atto di registrazione dovesse passare, ne nascerà una guerra tra eroi che provocherà danni incalcolabili. Al fine di evitarlo, Iron Man ribadisce la sua idea di creare un corpo rappresentativo di supereroi e sollecita il gruppo a schierarsi a favore della registrazione prima che sia troppo tardi. Mr. Fantastic è l'unico d'accordo con lui, mentre Namor respinge la questione in quanto non riguarda gli affari del mondo sommerso e il Dottor Strange e Freccia Nera rifiutano per principio. In seguito a ciò, gli Illuminati si sciolgono.
Richards rivela al gruppo di essere riuscito a raccogliere alcune Gemme dell'Infinito e chiede ai compagni di aiutarlo a ottenerle tutte. Nonostante l'apprensione generale, il gruppo lo aiuta nell'intento. Reed cerca poi di usare le Gemme per eliminare le stesse dall'esistenza, ma non riesce; di fronte a tale fallimento e al rimprovero di Uatu l'Osservatore, Mr. Fantastic resiste alla tentazione di sfruttare le pietre per scopi personali e prende la controversa decisione di affidare a ogni membro degli Illuminati una gemma da nascondere, così da impedire che vengano assemblate e utilizzate nuovamente da qualcuno.

### Guerra Civile
Sebbene gli Illuminati non operino come gruppo e non si incontrino mai durante gli eventi della Guerra Civile, le loro azioni nel conflitto riflettono il loro ultimo incontro: Iron Man e Mr. Fantastic diventano due dei membri principali della parte di superumani pro-registrazione, lavorando a stretto contatto con il governo degli Stati Uniti e con lo SHIELD. Il Dottor Strange rimane fuori dal conflitto, meditando e digiunando, sebbene in seguito ammetta di essersi pentito di non aver preso alcuna posizione e si unisce ai Nuovi Vendicatori, che continuano a operare clandestinamente senza registrarsi. Freccia Nera e gli Inumani restano fuori dalla guerra civile, ma iniziano una sorta di "Guerra Fredda" con gli Stati Uniti. Namor resta principalmente al di fuori dello scontro, intervenendo in base ai propri interessi, come quando vendica la morte di sua cugina nella tragedia di Stamford o quando aiuta la fazione di Capitan America nella battaglia finale. Durante il conflitto, il Professor X non si trova sulla Terra.

### World War Hulk
Durante gli eventi della guerra civile, Reed viene contattato da Amadeus Cho, il quale lo informa sul fatto che Hulk non è atterrato sul pianeta previsto; Hulk è finito sul pianeta di Sakaar, riuscendo a diventare il re e a trovare una moglie in Caiera, finché la navicella costruita dagli Illuminati con la quale era arrivato è esplosa, uccidendo milioni di abitanti tra cui Caiera, incinta. Poco dopo, il Golia Verde fa ritorno in cerca di vendetta contro gli Illuminati, come previsto da Namor; il suo primo atto è raggiungere l'insediamento inumano sulla luna, dove attacca e sconfigge Freccia Nera. Poi arriva sulla Terra e invia un messaggio in cui pretende che gli vengano consegnati Strange, Iron Man e Mister Fantastic entro ventiquattr'ore, dando il tempo ai cittadini di New York di evacuare. Hulk raggiunge il Professor X nella sua villa per determinare se sarebbe stato favorevole o contrario al suo esilio se fosse stato presente all'incontro degli Illuminati; dopo aver scansionato la mente di Hulk, Xavier conferma, ma avrebbe accettato l'esilio solo finché non sarebbe stato trovato un modo per impedire a Hulk di mettere in pericolo gli altri. Hulk combatte gli X-Men ma, dopo aver appreso delle recenti gravi perdite che hanno colpito la popolazione, decide che i mutanti hanno già sofferto abbastanza e se ne va. Il gigante verde prende possesso dell'isola di Manhattan e viene attaccato da Iron Man con una nuova armatura "Hulkbuster", ma riesce a sopraffarlo, distruggendo nel mentre la Stark Tower. Nonostante l'aiuto degli altri Fantastici Quattro, di Pantera Nera e di Tempesta, anche Mister Fantastic viene sconfitto. Il Dottor Strange cerca di entrare nella mente di Hulk, il quale riesce però a ingannarlo. Per cercare di fermare Hulk, Strange invoca e si lascia possedere dallo spirito demoniaco di Zom, ma perde il controllo del suo nuovo potere e rischia di uccidere alcuni civili durante lo scontro con Hulk. Quest'ultimo riesce a salvarli, ma l'accaduto demoralizza Strange, permettendogli di essere sconfitto.
In seguito, Hulk impianta nei membri degli Illuminati dei dischi dell'obbedienza per sopprimere i loro poteri e li costringe a combattere l'uno contro l'altro in un'arena da gladiatori improvvisata al Madison Square Garden, risparmiandoli però all'ultimo dall'uccidersi a vicenda in quanto il suo intento era mostrare al mondo quello che aveva passato. L'intervento di Sentry porta a una battaglia al termine della quale entrambi riacquistano la loro forma umana e Bruce Banner riesce a mettere fuori combattimento Robert Reynolds. Ciò permette a Stark di utilizzare dei prototipi satellitari per la difesa per sopprimere i poteri di Hulk; viene poi rivelato che la navicella è esplosa distruggendo Sakaar non per un malfunzionamento, ma perché le forze del Re Rosso hanno violato il nucleo di curvatura della nave.
Namor non viene coinvolto nel conflitto, in quanto Hulk lo risparmia riconoscendo che era contrario al suo esilio forzato nello spazio.

### Secret Invasion
Iron Man convoca nuovamente gli Illuminati per mostrare loro il cadavere dello Skrull che si spacciava per Elektra, ritenendo che sia il segnale di un'invasione segreta condotta dagli Skrull sulla Terra per la quale il gruppo sarebbe responsabile per lo scontro avuto con gli alieni anni prima. I sospetti si rivelano fondati quando Freccia Nera si rivela essere uno Skrull trasformato; gli altri cinque Illuminati riescono a sconfiggere lui e altri due Skrull con grandi difficoltà, dopodiché iniziano a pianificare come sgominare l'invasione. Realizzando di non potersi fidare gli uni degli altri come già accaduto durante la guerra civile, ciascuno va per la propria strada dopo aver preso atto del fatto che hanno perso la fiducia reciproca.
Nonostante, durante gli eventi dell'invasione, il gruppo non agisca come tale, i suoi membri vengono comunque coinvolti in qualche modo: Iron Man e Mister Fantastic diventano due dei principali combattenti, assumendo ruoli centrali nelle battaglie più importanti e ricoprendo un ruolo chiave nella sconfitta degli avversari, pur subendo gravi ferite.

### Poco dopo l'età degli eroi
In seguito gli Illuminati si riuniscono, contando tra i loro membri Iron Man, Mister Fantastic, Dottor Strange, il Professor X e la nuova aggiunta Medusa (moglie e sostituta di Freccia Nera, dato per morto), dopo aver appreso che Hood li ha presi di mira per ottenere le Gemme dell'Infinito, così da riformare il Guanto dell'Infinito e riconquistare il potere perso dopo l'assedio ad Asgard. Durante la missione, il gruppo deve svelare la propria esistenza ai Vendicatori, che li aiutano a recuperare le Gemme. Hood viene sconfitto e le Gemme sono nuovamente divise tra i membri degli Illuminati; la sesta pietra viene consegnata a Capitan America, per l'assenza di Freccia Nera.

### Avengers vs. X-Men
Durante la guerra tra Vendicatori e X-Men, Capitan America organizza un altro incontro con gli Illuminati nel tentativo di parlare con Namor, posseduto dal potere della Fenice. Prima dell'inizio della riunione, il clima si fa teso in quanto il Professor X si risente con i compagni per il modo in cui lo accusano implicitamente della situazione attuale, Mister Fantastic ritiene che la Fenice non stia facendo nel complesso nulla di sbagliato, in quanto le sue azioni sono fondamentalmente benefiche e Strange e Stark pensano che l'incontro sia inutile dubitando che Namor verrà. Alla fine solo Capitan America rimane a cercare di convincere Namor a rinunciare al suo potere, ma lui rifiuta, pur continuando a rispettare Rogers come amico e alleato.

### Universi in collisione
Quando Pantera Nera scopre una nuova minaccia che grava sull'Universo Marvel è costretto a convocare nuovamente gli Illuminati, a cui si aggiunge nuovamente Freccia Nera e lo scienziato mutante Bestia. E' assente il Professor X, in quanto ucciso al termine della guerra tra Vendicatori e X-Men; tale gruppo è ora composto dal team dei Nuovi Vendicatori. Prima della riunione con gli Illuminati, Pantera Nera affronta privatamente Namor in una stanza chiusa a chiave e sorvegliata e lo informa che, non appena la crisi sarà risolta, lo ucciderà per vendicare lo sterminio di centinaia di wakandiani commesso da Namor.
La squadra apprende che, in uno degli infiniti universi alternativi del Multiverso, un evento anomalo ha fatto entrare in collisione due terre parallele che annientandosi hanno anche distrutto i loro rispettivi universi, portando a un effetto a catena che rischia di colpire anche la Terra dell'Universo Marvel. Capitan America tenta di utilizzare il Guanto dell'Infinito per respingere il pianeta diretto verso la Terra, ma tutte le Gemme vengono distrutte, tranne quella del tempo che svanisce. Gli Illuminati decidono quindi di costruire un'arma in grado di distruggere un pianeta, incontrando l'opposizione di Capitan America, il quale ritiene che ciò li corromperà. Avendo previsto la sua reazione vista la nobiltà d'animo dell'eroe, Iron Man e Dottor Strange usano un incantesimo con il quale cancellano la memoria a Rogers, per fargli dimenticare l'incontro con gli Illuminati.
Il gruppo ha l'idea di sfruttare le Gemme dell'Infinito di un altro universo per separare le due Terre e si dirige in un altro mondo, nel quale la Terra è governata da Magneto. Il Galactus di quell'universo si accinge a distruggere la Terra e, sebbene questo salverebbe il proprio mondo, gli Illuminati decidono di fermarlo ugualmente. Falliscono nell'intento, ma la distruzione della Terra alternativa permette la salvezza della loro.
Durante gli eventi di Original Sin, in seguito all'omicidio di Uatu l'Osservatore, l'esposizione di Capitan America agli occhi di Uatu durante il confronto con l'Orb gli ripristina la memoria. Dopo che i Vendicatori vengono trasportati in realtà future con la Gemma del Tempo, Capitan America afferma che gli Illuminati devono essere arrestati.

### Time Run Outs
Successivamente, gli Illuminati affrontano la Great Society (Dio Sole/Zoran, Boundless, Dottor Spectrum, The Rider, The Jovian e Norn), una squadra di eroi dell'ultima Terra parallela coinvolta in un'incursione. Pantera Nera inizialmente intende distruggere il mondo della Great Society usando una bomba antimateria, ma rinuncia all'ultimo minuto dopo aver realizzato che non può commettere un omicidio di massa. Tuttavia, Namor gli sottrae il detonatore e distrugge lui stesso il pianeta, provocando la sua espulsione dal gruppo. Successivamente viene rivelato che Namor ha collaborato con un gruppo di criminali per formare una nuova Cabala al fine di distruggere ulteriori mondi paralleli che potrebbero essere coinvolti nelle Incursioni.
Otto mesi dopo, i Vendicatori lavorano con lo SHIELD per rintracciare e arrestare gli Illuminati. Amadeus Cho, Captain Britain e Hank Pym si uniscono alla squadra in seguito all'espulsione di Namor e lavorano contro i Vendicatori per proteggere la Terra con ogni mezzo necessario. Nonostante la Cabala abbia ottenuto la legittimità come protettrice della Terra, Namor si stanca dei massacri compiuti per proteggere il proprio universo e collabora con gli Illuminati in un piano per distruggere la Cabala, intrappolando l'organizzazione sulla nuova Terra designata da distruggere. Nonostante ciò, Pantera Nera e Freccia Nera all'ultimo tradiscono Namor e lo abbandonano sul pianeta a morire con la Cabala, in quanto disgustati dalle sue azioni precedenti. L'avvenimento di un'Incursione simultanea permette però alla Cabala e a Namor di fuggire sulla terza Terra nell'Universo Ultimate.
Successivamente, i Vendicatori e gli Illuminati apprendono che Hank Pym ha scoperto che gli Arcani sono responsabili delle Incursioni nell'Universo che hanno afflitto il Multiverso e che hanno annientato le entità Cosmiche nell'intero Multiverso. Quando l'Incursione finale si verifica durante gli eventi di Secret Wars, con il risultato che tutte le realtà collassano in un'unica Terra, Mister Fantastic e Pantera Nera sopravvivono all'incursione in una "capsula di salvataggio" appositamente progettata insieme ad alcuni altri eroi, mentre Strange arriva attraverso un'Incursione assumendo il ruolo di "sceriffo" del Dottor Destino, aiutandolo a governare il nuovo "Battleworld" creato dalle molteplici realtà. Nel frattempo, Namor è sopravvissuto con la Cabala e il Reed Richards dell'universo Ultimate; una volta che i due gruppi si risvegliano su Battleworld, di fronte alla minaccia di Destino, Namor e Pantera Nera accettano di mettere da parte l'ostilità reciproca per lavorare insieme e raccogliere armi per opporsi a Destino. Mentre Reed cerca la fonte del potere di Destino, Namor e T'Challa seguirono gli indizi lasciati da Strange (morto sacrificatosi per salvare gli eroi) al fine di riassemblare il Guanto dell'Infinito (Strange aveva manipolato gli eventi in modo che il castello di Destino fosse costruito nell'unica area in cui esiste ancora l'intero assetto delle Gemme dell'Infinito), e T'Challa lo utilizza contro Destino nella battaglia finale, mentre Richards trova un modo per prelevare il potere del criminale, così da ricostruire il Multiverso.

## Cabala
La Cabala è una controparte più spietata e antieroica degli Illuminati, composta dai supercriminali e antieroi come il Dottor Destino, Loki, Norman Osborn, Hood, Emma Frost e Namor il Sub-Mariner.
Namor in seguito forma una seconda incarnazione della Cabala per combattere le Incursioni, composta dallo stesso Namor, Thanos, Maximus il Folle, Terrax, il Cigno Nero e i membri dell'Ordine Nero Proxima Media Nox e Gamma Corvi.

## Gli Illuminati di Hood
Come parte dell'evento All New All Different Marvel, Hood crea la sua versione degli Illuminati per acquisire potere e diventare parte dei "grandi campioni" dei supercriminali. Oltre a Hood, i membri sono costituiti da un Black Ant ricostruita (un Life Model Decoy di Eric O'Grady creato da Padre), Sylvie Lushton (l'attuale Incantatrice), il Pensatore Pazzo, Thunderball e Titania.
Durante gli eventi di Avengers: Standoff!, Hood e Titania fanno irruzione a Pleasant Hill per recuperare l'Uomo Assorbente quando il barone Helmut Zemo e Fixer ripristinano i ricordi dei detenuti. L'Uomo Assorbente si schiera con gli Illuminati mentre pianificano la loro vendetta sullo SHIELD con altri prigionieri reclutati, tra i quali Trottola Umana.

## Altri media
- Gli Illuminati compaiono in cameo nel film d'animazione Planet Hulk (2010), e sono composti da Iron Man, il Dottor Strange, Mister Fantastic e Freccia Nera.
- Gli Illuminati compaiono nel ventottesimo film del Marvel Cinematic Universe Doctor Strange nel Multiverso della Follia (2022). Sono il principale gruppo di supereroi dell'universo alternativo, catalogato come la Terra-838, e sono composti dal Professor X (Patrick Stewart), il Barone Mordo (Chiwetel Ejiofor), Capitan Carter (Hayley Atwell), Mister Fantastic (John Krasinski), Capitan Marvel (Lashana Lynch) e Freccia Nera (Anson Mount) come sostituti degli Avengers in quel mondo, dove i supereroi riescono a sconfiggere e uccidere Thanos durante la Guerra dell'Infinito prima che possa avvenire il suo schiocco delle dita, per poi giustiziare con riluttanza il loro compagno Supreme Strange (Benedict Cumberbatch) in quanto è stato corrotto dall'oscuro potere del Darkhold. Nella scena successiva, il resto degli Illuminati affronta Scarlet Witch della Terra-616, ma rimangono brutalmente uccisi dalla strega, tutti tranne Mordo.